# Нижнє Турове
Нижнє Турове (рос. Нижнее Турово) — село у Нижньодівицькому районі Воронезької області Російської Федерації.
Населення становить 488 осіб. Входить до складу муніципального утворення Нижнєтуровське сільське поселення.

## Історія
Населений пункт розташований у історичному регіоні Чорнозем'я. Від 1928 року належить до Нижньодівицького району, спочатку в складі Центрально-Чорноземної області, а від 1934 року — Воронезької області.
Згідно із законом від 15 жовтня 2004 року входить до складу муніципального утворення Нижнєтуровське сільське поселення.

## Населення
| 2010 | 2016 | 2018 |
| ---- | ---- | ---- |
| 530  | ↘453 | ↗488 |